# 欧仁·奥古斯丁·洛斯特
欧仁·奥古斯丁·洛斯特（法語：Eugène Augustin Lauste，1857年1月17日—1935年6月27日），法国发明家，曾在爱迪生实验室担任威廉·肯尼迪·迪克森的助手并参与了活动电影放映机的发明。